# 中正路 (旗山區)
中正路（Zhongzheng Rd.）為高雄市旗山區的南北向道路，南起端於延平一路，北止於旗南一路，是旗山市區的主要道路之一。

## 行經行政區域
- 旗山區

## 沿線設施
（由南至北）
- 鼓山公園
  - 旗山太平寺地藏殿
  - 旗山神社遺址
  - 高雄旗山孔子廟
- 旗山武德殿
- 高雄市旗山區旗山國小
- 旗山基督長老教會
- 財團法人伊甸社會福利基金會旗山早療中心
- 旗山生活文化園區
- 旗山區衛生所
  - 高雄市旗山公共托嬰中心及育兒資源中心
  - 旗山區社會福利館
- 蕃薯藔尋常高等小學校
- 旗山天主教堂
- 財團法人台灣兒童暨家庭扶助基金會
- 佛光山旗山禪淨中心
- 北高雄家扶中心旗山服務處

## 相關連結
- 高雄市主要道路列表